# Целоусов, Алексей Васильевич
Алексе́й Васи́льевич Целоу́сов (род. 23 декабря 1975, Ленинград) — российский кёрлингист и тренер по кёрлингу.
Скип мужской сборной России на чемпионате мира среди мужчин 2016.
Играет на позиции четвёртого.
Мастер спорта России международного класса.
Выступает за клуб «Адамант» (Санкт-Петербург) (играющий тренер).
Тренер мужской команды «Адамант» (Санкт-Петербург). Заслуженный тренер России.
Старший тренер женской команды «Адамант-1» (Санкт-Петербург).
Окончил Национальный государственный университет физической культуры, спорта и здоровья им. П. Ф. Лесгафта.

## Достижения
- Чемпионат мира по кёрлингу среди смешанных пар: серебро (2011).
- Чемпионат России по кёрлингу среди мужчин: золото (1994, 2000, 2001, 2003, 2011, 2013, 2014), серебро (1996, 1997, 2004, 2012, 2015, 2016, 2018), бронза (1995, 2002, 2005, 2010).
- Кубок России по кёрлингу среди мужчин: золото (1999, 2000, 2002, 2009, 2012, 2014, 2016), серебро (2013), бронза (2011).
- Чемпионат России по кёрлингу среди смешанных команд: золото (2014, 2015), серебро (2011).
- Кубок России по кёрлингу среди смешанных команд: золото (2008, 2009, 2010), серебро (2016), бронза (2016).

## Команды
| Сезон                                               | Четвёртый            | Третий              | Второй              | Первый                                   | Запасной                                                                    | Турниры                                 |
| --------------------------------------------------- | -------------------- | ------------------- | ------------------- | ---------------------------------------- | --------------------------------------------------------------------------- | --------------------------------------- |
| 1993—94                                             | Александр Колесников | Олег Тулантьев      | Алексей Целоусов    | Виктор Воробьёв                          |                                                                             | ЧРМ 1994                                |
| 1994—95                                             | Александр Колесников | Алексей Целоусов    | Виктор Воробьёв     | Евгений Изотов                           | Матвей Вакин                                                                | ЧРМ 1995                                |
| 1995—96                                             | Игорь Минин          | Денис Антоник       | Алексей Целоусов    | Дмитрий Мельников                        | тренер: Юрий Шулико                                                         | ЧЕ 1995 (16 место)                      |
| 1995—96                                             | Игорь Минин          | Юрий Шулико         | Денис Антоник       | Дмитрий Мельников                        | Алексей Целоусов                                                            | ЧРМ 1996                                |
| 1996—97                                             | Алексей Целоусов     | Дмитрий Рыжов       | Виктор Воробьёв     | Сергей Бурмистров                        |                                                                             | ЧРМ 1997                                |
| 1997—98                                             | Алексей Целоусов     | Дмитрий Рыжов       | Сергей Бурмистров   | Виктор Воробьёв                          | тренеры: Константин Задворнов, Ирина Колесникова                            | ЧЕ 1997 (15 место)                      |
| 1998—99                                             | Алексей Целоусов     | Дмитрий Рыжов       | Матвей Вакин        | Виктор Воробьёв                          |                                                                             | ЧЕ 1998 (11 место)                      |
| 1999—00                                             | Алексей Целоусов     | Дмитрий Рыжов       | Матвей Вакин        | Виктор Воробьёв                          | Денис Антоник                                                               | ЧЕ 1999 (11 место)                      |
| 1999—00                                             | Алексей Целоусов     | Дмитрий Рыжов       | Виктор Воробьёв     | Матвей Вакин                             |                                                                             | ЧРМ 2000                                |
| 2000—01                                             | Алексей Целоусов     | Дмитрий Рыжов       | Матвей Вакин        | Виктор Воробьёв                          | Вадим Школьников (ЧЕ) тренер: Юрий Шулико (ЧЕ)                              | ЧЕ 2000 (14 место) · ЧРМ 2001           |
| 2001—02                                             | Алексей Целоусов     | Дмитрий Рыжов       | Виктор Воробьёв     | Александр Колесников                     |                                                                             | ЧРМ 2002                                |
| 2002—03                                             | Алексей Целоусов     | Дмитрий Рыжов       | Александр Кириков   | Виктор Воробьёв                          | Павел Макуха тренер: Александр Колесников                                   | ЧЕ 2002 (13 место)                      |
| 2002—03                                             | Алексей Целоусов     | Дмитрий Рыжов       | Виктор Воробьёв     | Павел Макуха                             |                                                                             | ЧРМ 2003                                |
| 2003—04                                             | Алексей Целоусов     | Дмитрий Рыжов       | Виктор Воробьёв     | Валентин Деменков                        |                                                                             | ЧРМ 2004                                |
| 2004—05                                             | Александр Кириков    | Дмитрий Рыжов       | Алексей Целоусов    | Виктор Воробьёв                          | Вадим Стебаков тренер: Александр Колесников                                 | ЧЕ 2004 (8 место)                       |
| 2004—05                                             | Алексей Целоусов     | Дмитрий Рыжов       | Станислав Семёнов   | Виктор Воробьёв                          |                                                                             | ЧРМ 2005                                |
| 2009—10                                             | Алексей Целоусов     | Дмитрий Рыжов       | Алексей Камнев      | Александр Чугайнов                       |                                                                             | КРМ 2009                                |
| 2009—10                                             | Алексей Целоусов     | Алексей Камнев      | Дмитрий Абрамов     | Дмитрий Рыжов                            | Александр Чугайнов                                                          | ЧРМ 2010                                |
| 2010—11                                             | Алексей Целоусов     | Артур Ражабов       | Алексей Камнев      | Пётр Дрон                                | Александр Бадилин                                                           | КРМ 2010 (4 место)                      |
| 2010—11                                             | Алексей Целоусов     | Пётр Дрон           | Алексей Камнев      | Артур Ражабов                            | Александр Бадилин                                                           | ЧРМ 2011                                |
| 2011—12                                             | Алексей Целоусов     | Алексей Стукальский | Андрей Дроздов      | Артур Ражабов                            | Пётр Дрон                                                                   | ЧЕ 2011 (11 место)                      |
| 2011—12                                             | Алексей Целоусов     | Пётр Дрон           | Алексей Камнев      | Артур Ражабов                            | Александр Бадилин                                                           | КРМ 2011 · ЧРМ 2012                     |
| 2011—12                                             | Алексей Целоусов     | Андрей Дроздов      | Алексей Стукальский | Алексей Камнев                           |                                                                             |                                         |
| 2012—13                                             | Андрей Дроздов       | Алексей Стукальский | Алексей Целоусов    | Пётр Дрон                                | Антон Калалб                                                                | ЧЕ 2012 (5 место)                       |
| 2012—13                                             | Алексей Целоусов     | Алексей Стукальский | Андрей Дроздов      | Артур Ражабов                            |                                                                             |                                         |
| 2012—13                                             | Алексей Целоусов     | Артём Шмаков        | Пётр Дрон           | Михаил Брусков                           | Артур Ражабов                                                               | ЧРМ 2013                                |
| 2012—13                                             | Андрей Дроздов       | Алексей Стукальский | Алексей Целоусов    | Пётр Дрон                                | Антон Калалб                                                                | ЧМ 2013 (10 место)                      |
| 2013—14                                             | Алексей Целоусов     | Артём Шмаков        | Алексей Тимофеев    | Евгений Климов                           |                                                                             | КРМ 2013                                |
| 2013—14                                             | Алексей Целоусов     | Артём Шмаков        | Пётр Дрон           | Евгений Климов                           | Алексей Тимофеев                                                            | ЧРМ 2014                                |
| 2014—15                                             | Алексей Целоусов     | ?                   | ?                   | ?                                        |                                                                             | КРМ 2014                                |
| 2014—15                                             | Алексей Целоусов     | Артём Шмаков        | Алексей Тимофеев    | Евгений Климов                           | Виктор Воробьёв                                                             | ЧРМ 2015                                |
| 2015—16                                             | Алексей Целоусов     | Артём Шмаков        | Роман Кутузов       | Алексей Тимофеев                         | Александр Козырев                                                           | ЧМ 2016 (10 место)                      |
| 2015—16                                             | Алексей Целоусов     | Евгений Климов      | Алексей Тимофеев    | Артём Шмаков                             | Александр Быстров                                                           | ЧРМ 2016                                |
| 2016—17                                             | Алексей Тимофеев     | Алексей Целоусов    | Даниил Горячев      | Евгений Климов                           |                                                                             | КРМ 2016                                |
| 2016—17                                             | Алексей Целоусов     | Алексей Тимофеев    | Даниил Горячев      | Евгений Климов                           | Владимир Расхорошин                                                         | ЧРМ 2017 (8 место)                      |
| 2017—18                                             | Алексей Целоусов     | Алексей Тимофеев    | Даниил Горячев      | Евгений Климов                           |                                                                             | КРМ 2017 (4 место)                      |
| 2017—18                                             | Алексей Целоусов     | Алексей Тимофеев    | Евгений Климов      | Александр Быстров                        |                                                                             | ЧРМ 2018                                |
| Кёрлинг среди смешанных команд (mixed curling)      |                      |                     |                     |                                          |                                                                             |                                         |
| 2008—09                                             | Алексей Целоусов     | Мария Малашина      | Дмитрий Рыжов       | Анна Долженко                            | Юрий Распопов, Анжелика Тимофеева тренеры: Мария Малашина, Алексей Целоусов | КРСК 2008                               |
| 2008—09                                             | Алексей Целоусов     | ?                   | Дмитрий Рыжов       | Мария Малашина                           |                                                                             | ЧРСК 2009 (4 место)                     |
| 2009—10                                             | Алексей Целоусов     | Анна Кунцева        | Дмитрий Рыжов       | Дарья Ященко                             | Мария Малашина тренеры: Юрий Шулико, Алексей Целоусов                       | КРСК 2009                               |
| 2009—10                                             | Алексей Целоусов     | Алина Ковалёва      | Алексей Камнев      | Юлия Задорожная                          |                                                                             | ЧРСК 2010 (6 место)                     |
| 2010—11                                             | Алексей Целоусов     | Алина Ковалёва      | Алексей Камнев      | Юлия Задорожная                          | Евгений Климов (КРСК)                                                       | КРСК 2010 · ЧРСК 2011                   |
| 2011—12                                             | Алексей Целоусов     | Алина Ковалёва      | Пётр Дрон           | Ульяна Васильева                         | Елена Ефимова                                                               | ЧРСК 2012 (9 место)                     |
| 2013—14                                             | Алексей Целоусов     | Алина Ковалёва      | Алексей Тимофеев    | Елена Ефимова                            |                                                                             | ЧРСК 2014                               |
| 2014—15                                             | Алексей Целоусов     | Алина Ковалёва      | Алексей Тимофеев    | Анна Ефимова (КРСК) Елена Ефимова (ЧЕСК) |                                                                             | КРСК 2014 (5 место) ЧЕСК 2014 (5 место) |
| 2014—15                                             | Алина Ковалёва       | Алексей Целоусов    | Ульяна Васильева    | Евгений Климов                           |                                                                             | ЧРСК 2015                               |
| 2015—16                                             | Алексей Целоусов     | ?                   | ?                   | ?                                        |                                                                             | КРСК 2015                               |
| 2015—16                                             | Ульяна Васильева     | Алексей Целоусов    | Екатерина Кузьмина  | Евгений Климов                           |                                                                             | ЧМСК 2015 (4 место)                     |
| 2016—17                                             | Алексей Целоусов     | ?                   | ?                   | ?                                        |                                                                             | КРСК 2016                               |
| 2016—17                                             | Алина Ковалёва       | Алексей Целоусов    | Мария Бакшеева      | Алексей Тимофеев                         |                                                                             | ЧРСК 2017 (6 место)                     |
| Кёрлинг среди смешанных пар (mixed doubles curling) |                      |                     |                     |                                          |                                                                             |                                         |
| 2010—11                                             | Алексей Целоусов     | Алина Ковалёва      |                     |                                          |                                                                             | ЧМСП 2011                               |
| 2011—12                                             | Алексей Целоусов     | Алина Ковалёва      |                     |                                          |                                                                             | ЧРСП 2012 (9 место)                     |
| 2020—21                                             | Виктория Енбаева     | Алексей Целоусов    |                     |                                          |                                                                             | ЧРСП 2021 (5 место)                     |

(скипы выделены полужирным шрифтом)